# Jules Andrade

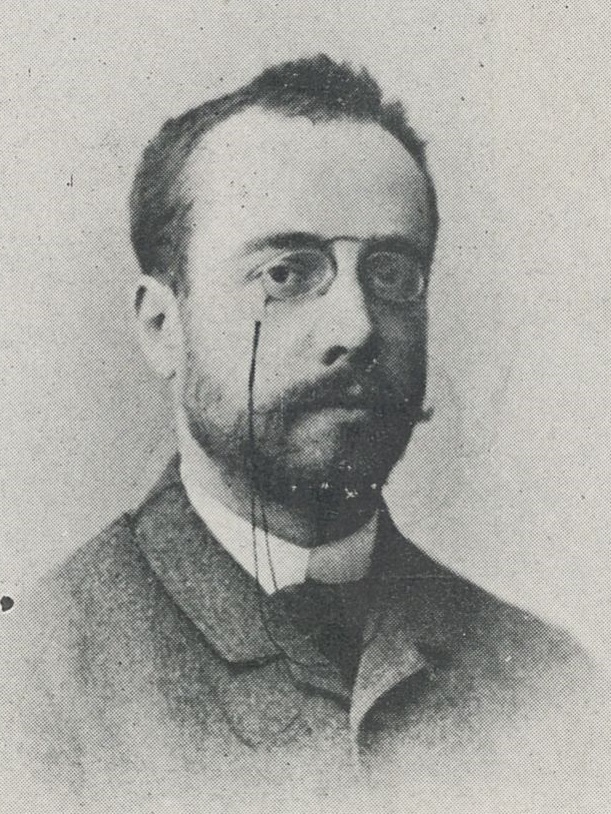
Jules Andrade

Jules Andrade (* 4. September 1857 in Paris; † 25. Februar 1933 in Brighton) war ein französischer Mathematiker, Physiker und Uhrmacher.

## Leben
Nach seinem Studium an der École polytechnique und Militärdienst bei der Artillerie lehrte er an der Universität in Rennes.
Während er an der Universität von Montpellier unterrichtete, nahm er ab dem 3. Juni 1899 als Sachverständiger an der Verteidigung von Alfred Dreyfus teil (Dreyfus-Affäre).
Er unterrichtete 26 Jahre als Professor am Institut de Chronométrie an der Universität von Besançon. Jules Andrade forschte im Bereich mechanischer Uhren über Reibung, Synchronisierung, Störungen des Isochronismus, Kompensationsspiralen, Kompensation, Regulierung und zylindrische Spiralfedern. Im Jahr 1913 erhielt er ein Patent für einen Chronometer-Gangregler mit zylindrischen Spiralen ohne Endkurven.
Er war Vortragender auf dem Internationalen Mathematikerkongress 1897 in Zürich (mit einem Vortrag über nichteuklidische Statik), 1904 in Heidelberg (Vortrag über die Bewegung eines Körpers auf sphärischen Trajektorien) und 1924 in Toronto. 1921 wurde er korrespondierendes Mitglied der Académie des sciences.

## Schriften
- Leçons de Mécanique Physique. Société d’éditions scientifiques, Paris 1898, (Digitalisat).
- Chronométrie (= Encyclopédie scientifique. Bibliothèque de mécanique appliquée et génie. 7, ISSN 1955-2483). O. Doin, Paris 1908, (Digitalisat).
- La géometrie naturelle en deux livres. E. Cornély & Cie, Paris 1908, (Nur Band 1 erschienen?).
- Le mouvement. Mesures de l’étendue et mesures du temps (= Bibliothèque scientifique internationale. 112, ISSN 1762-5793). F. Alcan, Paris 1911.
- Les organes réglants des chronomètres. E. Magron, Besançon u. a. 1922.
- Horlogerie et chronométrie (= Encyclopédie de mécanique appliquée. 8, ISSN 1778-753X). J. B. Baillière et fils, Paris 1924.